# Руфьяк-д’Од
Руфья́к-д’Од (фр. Rouffiac-d'Aude) — коммуна во Франции, находится в регионе Лангедок — Руссильон. Департамент коммуны — Од. Входит в состав кантона Монреаль. Округ коммуны — Каркасон.
Код INSEE коммуны — 11325.

## Население
Население коммуны на 2008 год составляло 338 человек.
| 1962 | 1968 | 1975 | 1982 | 1990 | 1999 | 2008 |
| ---- | ---- | ---- | ---- | ---- | ---- | ---- |
| 273  | 278  | 240  | 292  | 310  | 341  | 338  |

## Экономика
В 2007 году среди 227 человек в трудоспособном возрасте (15—64 лет) 166 были экономически активными, 61 — неактивными (показатель активности — 73,1 %, в 1999 году было 68,6 %). Из 166 активных работали 150 человек (80 мужчин и 70 женщин), безработных было 16 (8 мужчин и 8 женщин). Среди 61 неактивных 17 человек были учениками или студентами, 28 — пенсионерами, 16 были неактивными по другим причинам.